# Ne quittez pas !
Pour plus de détails, voir Fiche technique et Distribution.
Ne quittez pas ! est une comédie française d'Arthur Joffé sortie en 2004.

## Synopsis
Astrophysicien de renommée internationale, Félix Mandel, 40 ans, est très attaché au passé. Au grand désespoir de son épouse Lucie, qui ne conçoit pas qu'il soit resté en contact avec son amour de jeunesse, Wendy Lawrence, et ne supporte plus de le voir entasser toutes sortes de souvenirs dans son bureau. Un jour, n'y tenant plus, elle décide de procéder à un grand nettoyage de printemps, au cours duquel elle retrouve un vieux manteau ayant appartenu au père de Félix, Lucien, décédé depuis deux ans. Après en avoir fait don à un clochard, Félix reçoit un coup de téléphone de... Lucien, furieux que son fils se soit ainsi débarrassé du vêtement !

## Fiche technique
- Titre : Ne quittez pas !
- Réalisation : Arthur Joffé
- Scénario : Arthur Joffé, d'après une histoire originale de Arthur Joffé et Guy Zilberstein
- Musique : Jean-Claude Nachon et Angélique Nachon
- Décors : Michèle Abbé
- Costumes : Valérie Pozzo di Borgo
- Photographie : Philippe Welt
- Son : Pierre Gamet
- Montage : Marie Castro
- Année : 2004
- Durée : 102 minutes
- Genre : comédie
- Lieux de tournage : Studio 24, Cormeilles-en-Parisis, Paris
- Sortie France : 18 août 2004

## Distribution
- Sergio Castellitto : Félix Mandel
- Michel Serrault : Lucien Mandel (voix seulement)
- Isabelle Gélinas : Lucie Mandel
- Rachida Brakni : Yaëlle
- Dominique Pinon : Le clochard
- László Szabó : Le tailleur
- Lisette Malidor : Le "prince noir"
- Emily Morgan : Wendy
- Tchéky Karyo : Raveu, le banquier
- Hélène de Fougerolles : L'hôtesse de l'air
- Maurice Bernart : Le rabbin
- Chantal Neuwirth : La passagère de l'avion
- Jeff Mirza : Le chauffeur de taxi londonien
- Vincent Sgonamillo : Léo
- Bruno Flender : Jérôme
- Marc Brunet : Ravier
- Xavier Letourneur : Le boucher
- Juliette Joffé : Clotilde
- Nikos Meletopoulos : Le barman de la "Goutte d'Or"
- Gaëtan Lancia : Le client du bar de la "Goutte d'Or"
- Deborah Benasouli : La vendeuse de téléphones
- Arthur Joffé : Le psychanalyste
- William Alix : Peter
- Steacy Hazard : Kate
- Tiffany Dewael : Mona
- Olga Grumberg : La secrétaire de Raveu
- Michel Scourneau : L'huissier
- Anne Deleuze : La directrice du CNRS
- Antoine Noirot : Le jeune homme en scooter
- Zinedine Soualem : Le voisin dans l'hôtel
- Sara Martins : La réceptionniste de l'hôtel
- Claude-Jean Philippe : Le client du kiosque à journaux
- Paul Minthe : Le marchand de journaux
- Richard Chevalier : Le flic #1
- Antoine Régent : Le flic #2
- Bruno Lochet : Le codétenu
- Anoushka Tallos : La jeune femme au portable
- Pascale Oudot : L'assistante sociale
- Elisabeth Kaza : La vieille clocharde
- Rémi Thiberge : Le déménageur